# Versailles (comune)
Versailles (IPA: /vɛʁˈsɑj(ə)/, in italiano Versaglia, è un comune francese di 85424 abitanti, capoluogo dell'Yvelines, nell'Île-de-France.
La città è inoltre capoluogo dell'omonimo arrondissement e dei cantoni di Versailles-1 e di Versailles-2.
Gli abitanti si chiamano versaillais.
Il nome Versailles probabilmente deriva dal latino versāre (traducibile con "far girare" o "rivoltare"); il termine, risalente all'XI secolo, avrebbe designato in origine delle terre lavorate ("rivoltate").

## Geografia
Confina con Le Chesnay, Rocquencourt, Bailly, Saint Cyr l'École, Guyancourt, Buc, Jouy en Josas e Viroflay. La città, capoluogo del dipartimento delle Yvelines, è situata a 19 km a sud-ovest di Parigi.

### Geologia e rilievo
Versailles si trova in una vasta conca dal suolo sabbioso a base argillosa, ma anche marno-calcarea nel versante del grande bacino del castello, ciò che spiega il carattere in origine paludoso del luogo. La conca propriamente detta è situata tra i 100 e i 150 m d'altitudine. Essa è circondata da alture boscose culminanti a circa 180 m: a sud il plateau di Satory, ricoperto di löss, a est la foresta di Meudon e il plateau di Vélizy, a nord la foresta di Fausses-Reposes. Il comune è prolungato a ovest dalla piana di Versailles. Il rilievo è stato appiattito al momento dell'edificazione del castello di Versailles. Le depressioni, occupate da stagni oggi scomparsi o trasformati in bacini, sono state riempite. La collina Montbauron, culminante a 157 m, è un rilievo isolato formante un'altura al centro della città.
Questo luogo non dispone d'alcun corso d'acqua importante, caratteristica abbastanza rara per una città di questa rilevanza. Esso è drenato da due corsi d'acqua, il ru de Marivel, che scorre verso est e raggiunge direttamente la Senna a Sèvres, e il ru de Gally, che raggiunge verso ovest la Mauldre a Beynes. Questi corsi d'acqua sono stati modificati dall'urbanizzazione: il corso del ru de Gally è stato ridotto al momento della costruzione del castello e del taglio del Grand Canal di cui è l'emissario naturale, mentre il ru de Marivel è oggi diventato una cloaca interamente coperta.

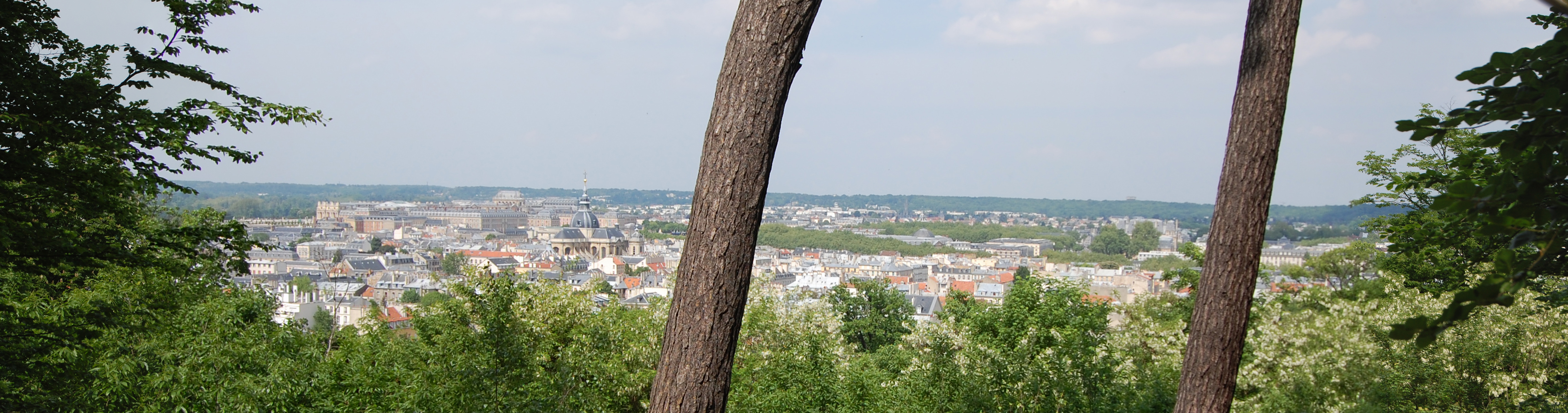
Versailles dalle alture di Satory, con in particolare la reggia di Versailles e la cattedrale di San Luigi.

## Storia
Il nome di Versailles appare per la prima volta in un documento medievale del 1038. Nel 1672, dopo il trattato di Nimega, Luigi XIV stabilì che la corte del Re di Francia si trasferisse stabilmente nella cittadina di Versailles, cosa che avvenne effettivamente il 6 maggio 1682. Conseguentemente, il villaggio di Versailles crebbe rapidamente passando dai 6 000 abitanti del 1682 ai 10 000 del 1690. Per garantirsi la loro costante presenza, Luigi XIV decretò che tutti gli edifici costruiti a Versailles non potessero essere pignorati per debiti, il che rese il villaggio molto appetibile per i nobili in condizioni economiche disagiate.
La prima municipalità di Versailles, creata per ordine di Luigi XVI, si riunì per la prima volta il 4 gennaio 1788. Era composta da trentadue membri eletti, guidati dal sindaco, Marc-Antoine Thierry, barone di Ville-d'Avray, primo valletto di camera del re. Il suo compito principale era quello di votare il bilancio della città. La polizia rimase prerogativa del balivo.

## Monumenti e luoghi d'interesse

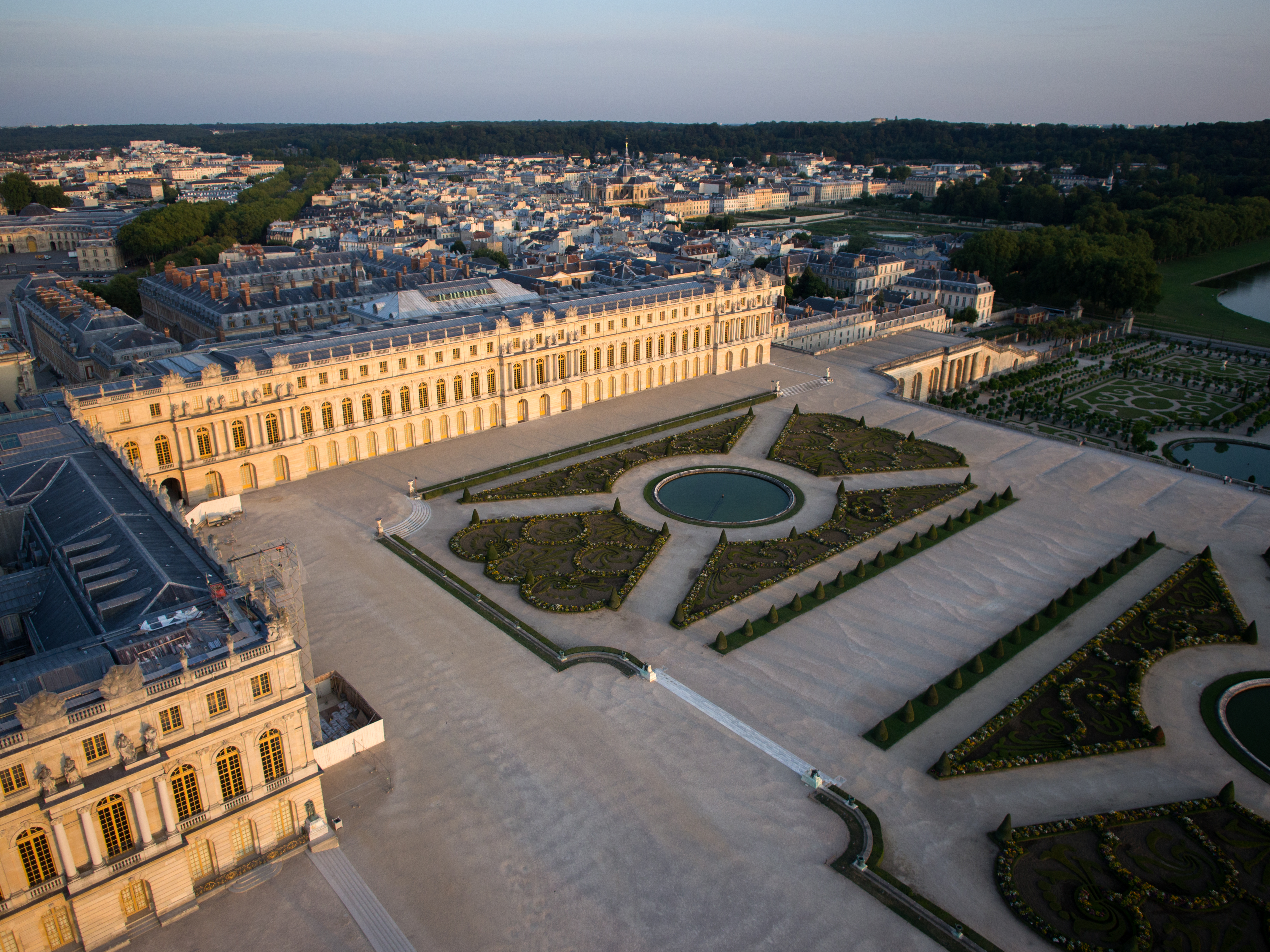
Veduta di parte della reggia, dei giardini del cento storico

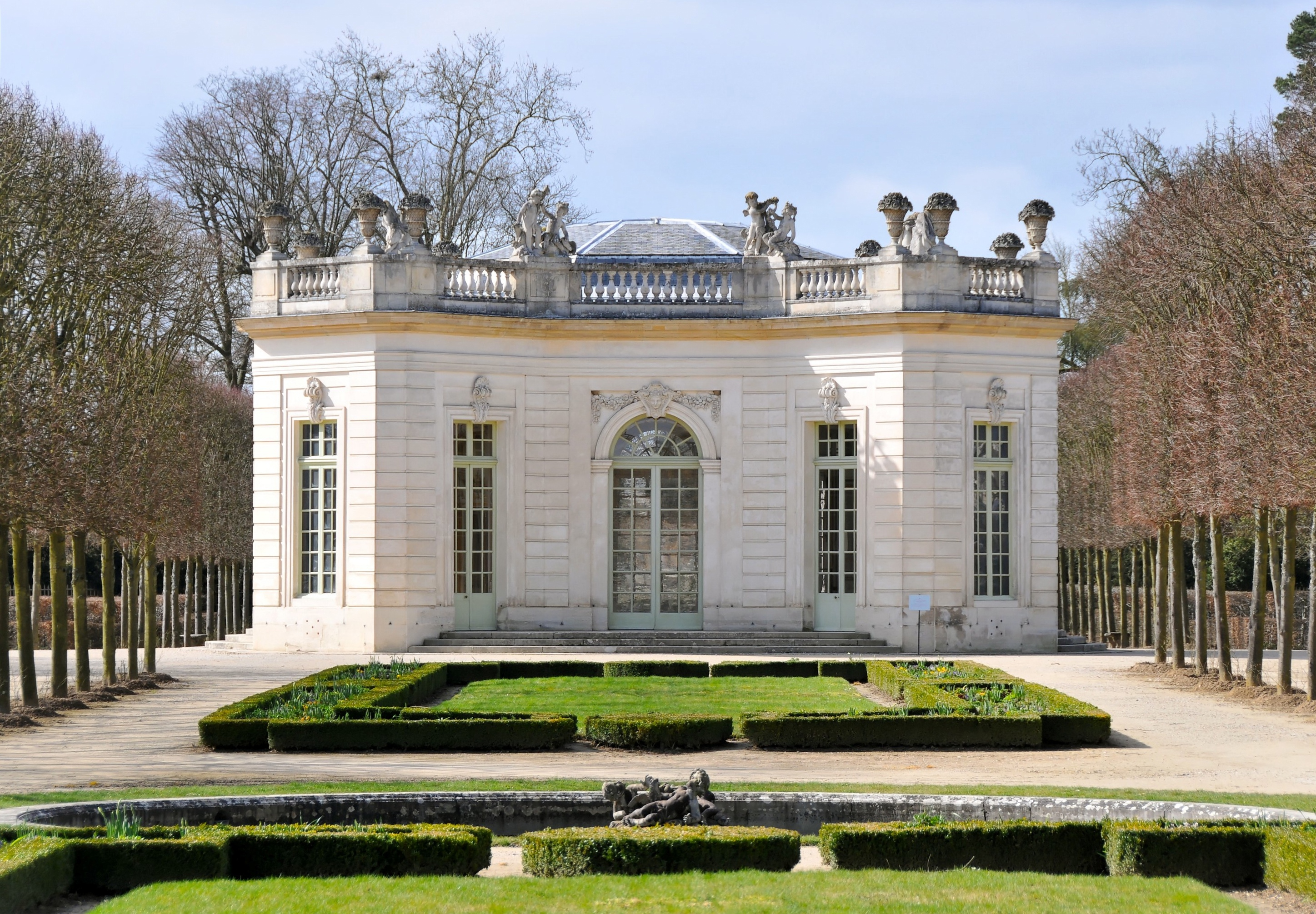
Il Pavillon Français nei giardini della Reggia

### La Reggia
La Reggia di Versailles, Château de Versailles in francese, è l'antica dimora dei sovrani francesi dell'ancien régime e dista 20 km dalla metropoli francese. La reggia fu costruita nel XVII secolo su commissione di re Luigi XIII per pernottare durante i periodi di caccia fuori Parigi. Suo figlio, re Luigi XIV, decise nel 1662 di ampliare l'edificio creando l'attuale reggia che sarebbe stata la futura residenza della corte francese. Si occuparono del progetto di rifacimento gli architetti francesi Louis Le Vau, Jules Hardouin Mansart e Robert de Cotte; gli interni furono curati da Charles Le Brun e l'ampio parco alberato che circonda Versailles fu affidato a André Le Nôtre.
La reggia di Versailles fu la residenza della corte francese fino al 1789, quando la rivoluzione francese stravolse il sistema e spodestò la monarchia. Violata e saccheggiata, dopo anni di abbandono e incuria rischiò la demolizione, come odiato simbolo dell'oppressione monarchica. Provvidenzialmente, con la Restaurazione, nel 1837 Luigi Filippo commissionò un necessario restauro che la riportò all'antico splendore, per dedicarla, come recitano le lettere in rilievo sui frontoni delle ali del palazzo, À toutes les gloires de la France ("A tutte le glorie della Francia"). E fu proprio qui che nel 1875 venne proclamata definitivamente la Repubblica, e che nel 1919 si firmò il Petite Écurietrattato di pace che pose fine alla Prima Guerra Mondiale.
All'interno della reggia di Versailles si trova il Museo della storia di Francia, inaugurato nel 1837 dal conte di Montalivet Camille Bachasson e che espone su 18000 m² una raccolta di dipinti organizzati in ordine cronologico; oggi il museo è racchiuso nelle ali laterali della reggia.
Il Regno Unito vi riconobbe il trattato d'indipendenza degli Stati Uniti d'America nel 1783, l'unificazione del Secondo Reich nel 1871, vi fu proclamata la pace e firmato il trattato di Versailles del 1919. Il castello è anche luogo di riunione del Parlamento francese per le modifiche alla costituzione.

### Altri monumenti
- Giardini di Versailles

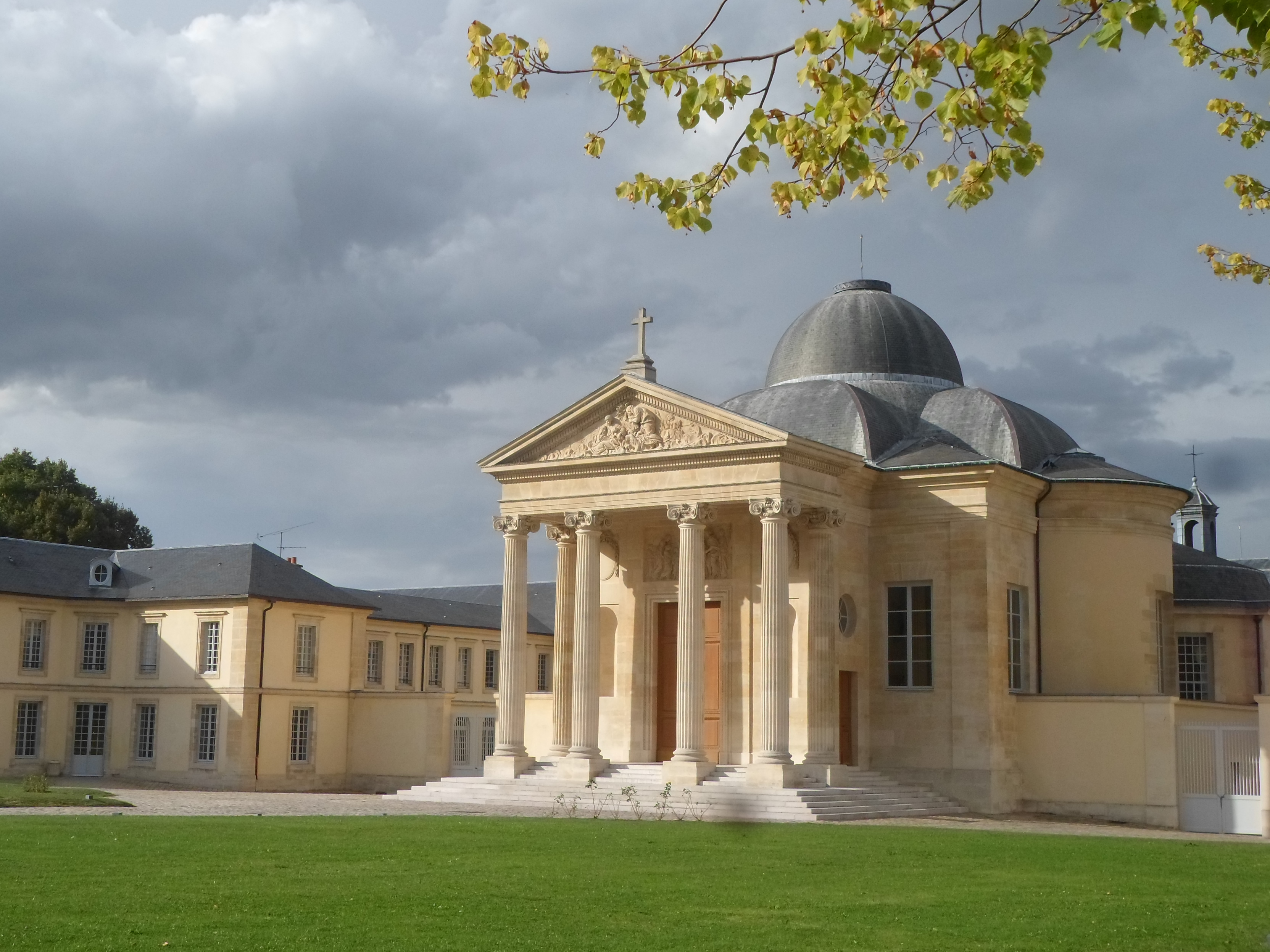
La cappella del liceo Hoche, ex-convento della regina

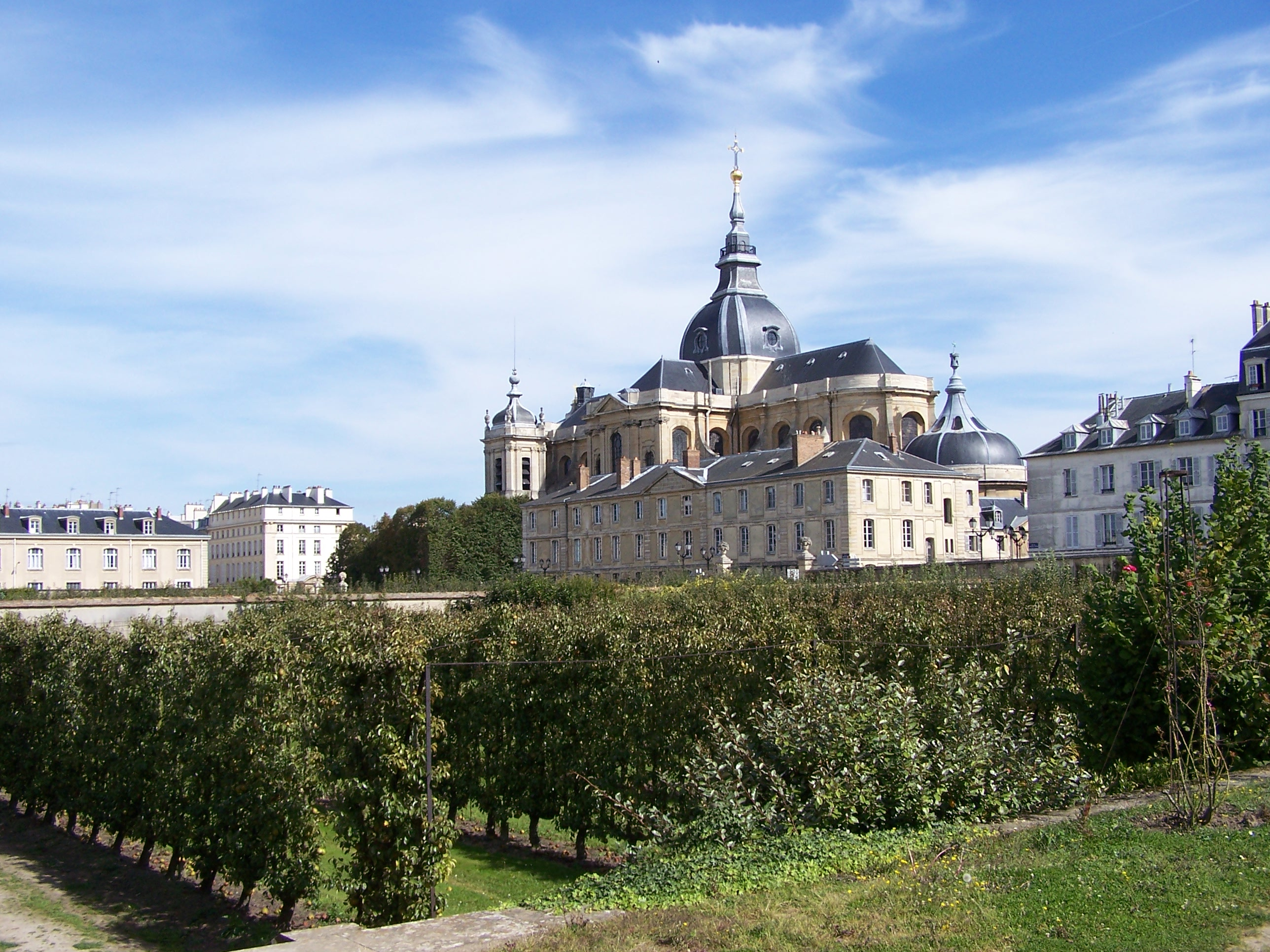
La cattedrale vista dagli orti reali

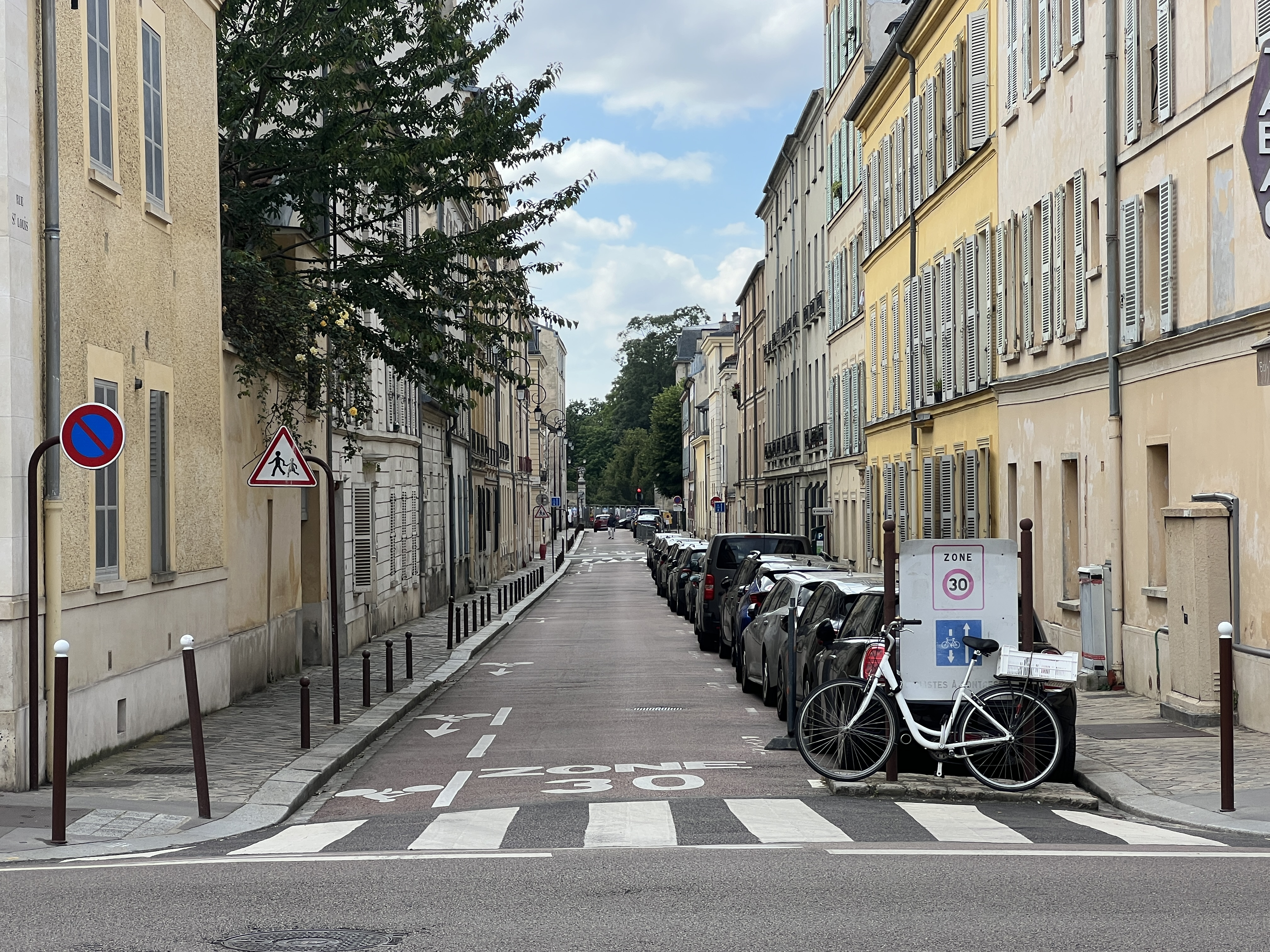
Una via del centro storico

- Il Grand Trianon, residenza reale nel parco di Versailles dove tra l'altro venne firmato il Trattato del Trianon.
- Il Petit Trianon, residenza reale nel parco di Versailles
- L'Opéra reale di Versailles del Settecento
- Le Grandi scuderie costruite nel Seicento
- Le Piccole scuderie costruite nel Seicento
- Le Scuderie della Regina
- Grand Commun, palazzo costruito da Hardouin-Mansart nel 1682-1684 per ospitare i servizi della regia
- Hôtel de la Guerre, palazzo costruito nel 1760 per ospitare il ministero della Difesa
- Hôtel des Affaires étrangères et de la Marine, palazzo costruito nel 1762 per ospitare il ministero degli esteri e della marina. Ospita ormai la Biblioteca municipale di Versailles con i suoi 700.000 libri.
- Il Potager du roi
- La Sala della pallacorda
- Il Teatro Montansier, costruito nel 1773
- La cattedrale di San Luigi
- La chiesa di Notre Dame, costruita negli anni 1680
- La chiesa di San Sinforiano
- Il chiostro delle Recollette
- Il lycée Hoche, antico convento della Regina di fine Settecento
- I'ex ospedale Richaud con la sua cappella neoclassica di fine Settecento, oggi sede di mostre
- L'hôtel Lambinet, palazzo del Settecento che ospita il Museo Lambinet
- la stazione di Versailles-Rive-Gauche, edificio in pietra, ghisa e vetro inaugurato nel 1840 e terminale della RER C.

## Società

### Evoluzione demografica
Abitanti censiti

## Cultura

### Istruzione

#### Istituti superiori
- Institut supérieur international du parfum, de la cosmétique et de l'aromatique alimentaire
- Università di Versailles Saint Quentin en Yvelines

#### Musei
- Museo Lambinet
- Museo delle carrozze
- Museo del Parlamento
- L'Osmothèque, "la memoria vivente dei profumi"

#### Università
- ENSA-V Ecole nationale supérieure d'architecture de Versailles

## Infrastrutture e trasporti

### Strade
Le principali vie d'accesso alla città sono le autostrade A13 e A86.

### Ferrovie
Versailles è servita da cinque stazioni (Versailles Chantiers, Versailles Rive-Droite, Versailles Château-Rive Gauche, Montreuil e Porchefontaine).

## Amministrazione

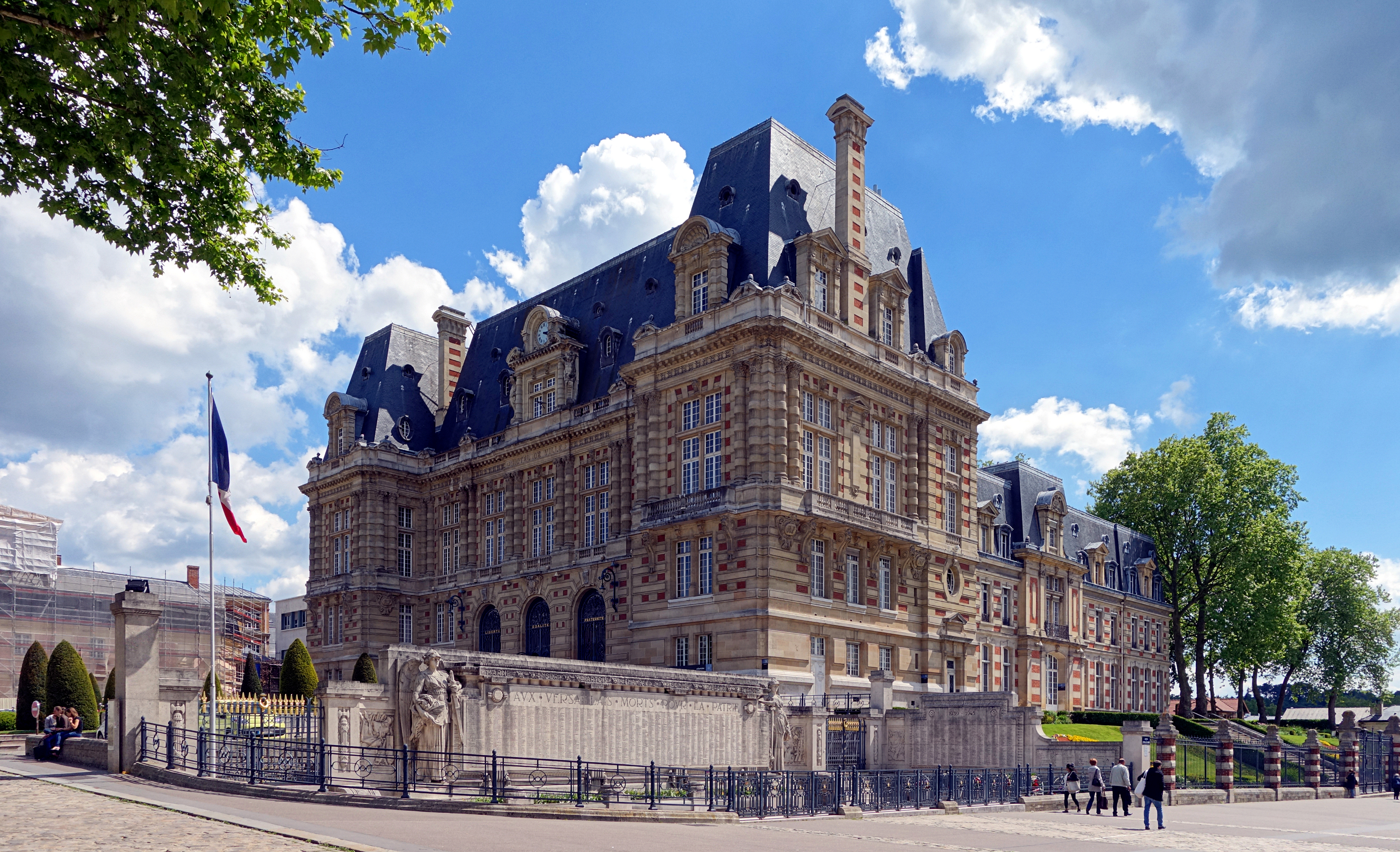
L'hôtel de ville di Versailles

| Periodo | Periodo   | Primo cittadino      | Partito         | Carica  | Note  |
| ------- | --------- | -------------------- | --------------- | ------- | ----- |
| 1944    | 1947      | Émile Labeyrie       | Front Populaire | Sindaco |       |
| 1947    | 1977      | André Mignot         | RPF             | Sindaco |       |
| 1977    | 1995      | André Damien         | UDF             | Sindaco | [ 5 ] |
| 1995    | 2008      | Étienne Pinte        | UMP             | Sindaco |       |
| 2008    | in carica | François de Mazières | DVD poi UMP     | Sindaco | [ 7 ] |

### Gemellaggi
Versailles è gemellata con:
- Nara[8]
- Gyeongju - dal 1987[9]
- Potsdam - dall'11 giugno 2016[10][11][12]
- Cartagine[13]
- Taipei[14]